# Lipuïta
La lipuïta és un mineral de la classe dels silicats. Rep el nom en honor al Prof. Pu Li (李璞) (11 de juliol de 1911, comtat de Wendeng, província de Shandong, República Popular de la Xina - 26 d'abril de 1968, Guiyang, província de Guizhou, Xina), geoquímic i petròleg, doctorat per la Universitat de Cambridge, a Anglaterra, l'any 1950.

## Característiques
La lipuïta és un silicat de fórmula química KNa₈Mn3+₅ Mg0.5[Si₁₂O30(OH)₄](PO₄)O₂(OH)₂·4H₂O. Va ser aprovada com a espècie vàlida per l'Associació Mineralògica Internacional l'any 2015, sent publicada per primera vegada el 2019. Cristal·litza en el sistema ortoròmbic. La seva duresa a l'escala de Mohs és 5.
Segons la classificació de Nickel-Strunz, la lipuïta hauria de pertànyer a "09.EJ - Fil·losilicats sense classificar» juntament amb la lourenswalsita i la middendorfita.
Les mostres que van servir per a determinar l'espècie, el que es coneix com a material tipus, es troben conservades al Museu Mineral de la Universitat d'Arizona, a Tucson (Arizona), amb el número de catàleg: 20010, i al projecte RRUFF, amb el número de dipòsit: r140496.

## Formació i jaciments
Va ser descoberta a la mina N'Chwaning III, una de les mines de N'Chwaning situades a Kuruman, dins el camp de manganès del Kalahari (Cap Septentrional, Sud-àfrica), on es troba en forma de cristalls laminars, tabulars o granulars i nervats. Aquest indret és l'únic a tot el planeta on ha estat descrita aquesta espècie mineral.